# ティラミス (映画)
『ティラミス』（原題：戀愛行星、英語題：Tiramisu）は、2002年の香港映画。主演はニコラス・ツェーとカリーナ・ラム。監督はダンテ・ラム。
日本では2004年9月18日に劇場公開された。

## キャスト
| 役名                       | 俳優               | 日本語吹替 |
| -------------------------- | ------------------ | ---------- |
| 高風（コウ・フォン）       | ニコラス・ツェー   | 萩野崇     |
| 陳靜（ジェーン）           | カリーナ・ラム     | 坂本真綾   |
| ティナ                     | キャンディ・ロー   | 朴璐美     |
| バド                       | イーソン・チャン   | 田中一成   |
| ローレンス（電車の中の男） | ヴィンセント・コク | 魚建       |
| スー                       | エリザ・チャン     | 瀬尾恵子   |

## スタッフ
- 監督：ダンテ・ラム
- 製作：ダニエル・ラム、ダンテ・ラム
- 脚本：チャン・マンヤウ、ロス・リー
- 撮影：チャン・チーイン
- 音楽：トミー・ワイ

## 主題歌
- 『冥想』

作詞：林夕／作曲：ニコラス・ツェー／歌：ニコラス・ツェー

## DVD
- 2004年12月21日に、ハピネット・ピクチャーズから日本版DVDが発売された。
  - 日本語字幕版に加えDVDには日本語吹替版も収録されている。

## 参考
- allcinema Movie & DVD Databese ティラミス